# Malta (Idaho)
Malta és una població dels Estats Units a l'estat d'Idaho. Segons el cens del 2000 tenia 177 habitants.

## Demografia
Segons el cens del 2000, Malta tenia 177 habitants, 62 habitatges, i 49 famílies. La densitat de població era de 48,1 habitants/km².
Dels 62 habitatges en un 38,7% hi vivien nens de menys de 18 anys, en un 74,2% hi vivien parelles casades, en un 4,8% dones solteres, i en un 19,4% no eren unitats familiars. En el 19,4% dels habitatges hi vivien persones soles el 12,9% de les quals corresponia a persones de 65 anys o més que vivien soles. El nombre mitjà de persones vivint en cada habitatge era de 2,85 i el nombre mitjà de persones que vivien en cada família era de 3,3.
Per edats la població es repartia de la següent manera: un 33,3% tenia menys de 18 anys, un 8,5% entre 18 i 24, un 16,9% entre 25 i 44, un 18,6% de 45 a 60 i un 22,6% 65 anys o més.
L'edat mediana era de 36 anys. Per cada 100 dones de 18 o més anys hi havia 87,3 homes.
La renda mediana per habitatge era de 32.292 $ i la renda mediana per família de 38.542 $. Els homes tenien una renda mediana de 26.875 $ mentre que les dones 43.125 $. La renda per capita de la població era de 14.852 $. Aproximadament el 9,3% de les famílies i el 17,5% de la població estaven per davall del llindar de pobresa.

## Poblacions més properes
El següent diagrama mostra les poblacions més properes.